# دورة اتحاد شمال إفريقيا لكرة القدم
دورة اتحاد شمال أفريقيا لكرة القدم هي دورة قيد التنظيم من قبل اتحاد شمال أفريقيا لكرة القدم، وسيشارك فيها كل من المنتخب (المغربي، الجزائري، الليبي، التونسي، المصري)، إلا أن هذه المنتخبات ليست كافية لتنظيم الدورة، لذلك سيتم استدعاء منتخبات ليست عضوة في الاتحاد. كما سيقام مثلها بطولات أخرى للمنتخبات تحت سن 23، 20، 18، 17، 15 سنة.